# De laudibus Hispaniae Libri VII
De laudibus Hispaniae es un libro de historia escrito por Lucio Marineo Sículo en 1496, publicado en Burgos. La segunda edición se publicó en 1530 y cambió de nombre a De rebus Hispaniae memorabilibus Libri XXV, publicada por la imprenta de Miguel de Eguía en Alcalá de Henares. Aquel mismo año la obra fue traducida al castellano y publicada, también por Miguel de Eguía, bajo el título De las cosas memorables de España.